# Petit Vignemale
Le Petit Vignemale est un sommet des Pyrénées françaises dans le massif du Vignemale. On y accède soit par la vallée de Gaube (au-delà de Cauterets), soit par la vallée d'Ossoue.

## Toponymie

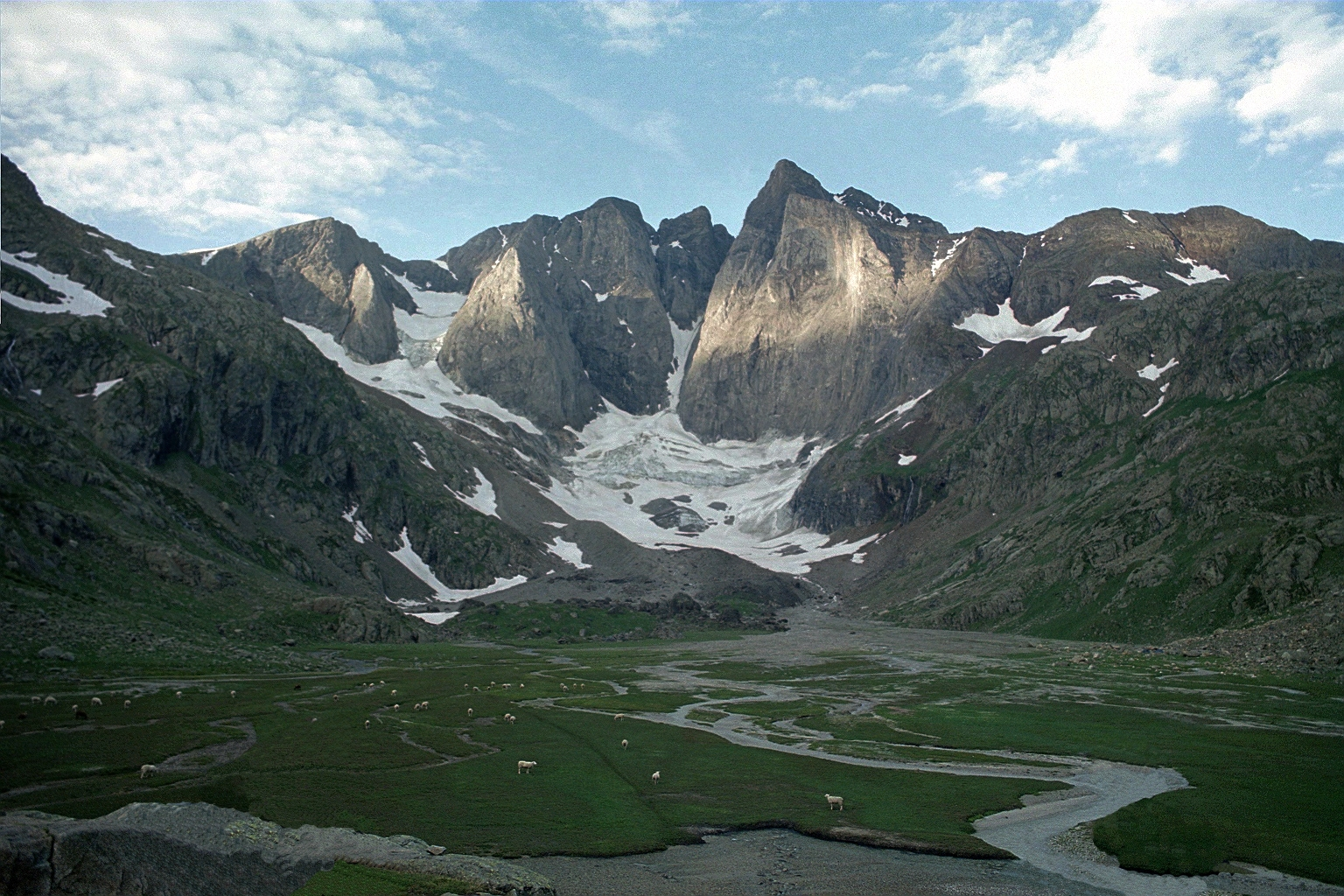
Petit Vignemale.

Vignemale est un composé tautologique de deux racines pré-indo-européennes vin et mal signifiant toutes les deux « montagne ».
En considérant la langue vernaculaire, une autre hypothèse veut que Bigne signifie « hauteur » et Mála ou Male, « mauvaise », soit « la mauvaise hauteur ». La véritable orthographe serait pic de Bigne Male, ou à la rigueur pic de Vigne Male, mais la forme Vignemale est retenue sur les cartes. Les bergers espagnols de Broto appellent La Labaza le versant sud du Vignemale ; ce nom désigne bien, en effet, l'immense paroi rocheuse qui tapisse les flancs du massif entre le Cerbillona et le mont Ferrat. Mais les formes Villamala, Viñamala ont également été relevées, tandis que les bergers de Tena l'appellent : Camagibosa et la carte militaire porte : Camachivosa, qui est certainement une corruption graphique de Camagibosa. Dans le même sens, les toponymes bigna ou vigna semblent pouvoir se traduire par « hauteur sévère, difficile d'accès » ; Bigna mala : la plus célèbre de toutes, la Vigne-Male, « la hauteur de mauvaise allure, pour les anciens : difficile sinon impossible à gravir ».
La dernière étude en date (2009) indique : Vin soit « bosse, roc » (préceltique attesté cf. Dauzat) et Mala soit « mauvaise » (latin, à confirmer ou préciser).
Le qualificatif de Petit vient du fait qu'il est dans la ligne de visée du sommet du Vignemale qui domine tout le massif.

## Géographie
Le Petit Vignemale est situé dans le département des Hautes-Pyrénées, près de Cauterets et de Gavarnie-Gèdre, arrondissement d'Argelès-Gazost dans le parc national des Pyrénées.

### Géologie
Le sommet est composé de calcaires massifs datant du Praguien - Emsien : ceux-ci sont finement recristallisés en « dalles », ils affleurent sur la partie est (côté français) du massif du Vignemale.

## Histoire
Première ascension de la montagne, août 1798 par La Baumelle.

## Voies d'accès
Les voies d'accès sont :
- la voie normale (randonnée) ;
- l'éperon Nord (escalade, niveau D-).